# Arne Sanes Bjernstad
Arne Sanes Bjernstad (Oslo, 1965) ambasador је Kraljevine Norveške u Srbiji.

## Biografija
Arne Sanes Bjernstad je završio Pravni fakultet Univerziteta u Oslu a zatim i Školu za javnu administraciju (ENA) u Francuska. Karijeru započinje 1990. godine. u Ministarstvu spoljnih poslova Norveške kao referent za pravne poslove u Odeljenju za dostave. Nakon toga je u Ankara (1994-97), Rabat (1997) i Pariz (1998-2001) radio kao koordinator za saradnju norveške spoljne politike kao i pravnih/unutrašnjih poslova sa Evropskom unijom. Od februara 2003. do septembra 2006. bio je viši savetnik u Kancelariji premijera Norveška.
Od 2006. do 2008. godine je bio savetnik za ekonomske i evropske poslove u Norveškoj ambasadi u London, da bi od 2008. do 2011. godine bio zamenik šefa misije u Londonu. Pre dolaska u Beograd radio je kao generalni inspektor i šef Jedinice za spoljnu službu kontrole u Oslo. U Beogradu je od 1. septembra 2015. na funkciji ambasador Norveške u Srbiji, Makedoniji i Crnoj Gori. Postao je 2016. godine počasni građanin Beograda.

## Privatni život
Oženjen, ima dve ćerke.

## Spoljašnje veze
- U Srbiji se lakše radi nego ranije
- Kritičkoj štampi treba podrška, ne pretnje
- Srbija ce ući u EU pre nas
- Pomoći ćemo Srbiji na evropskom putu
- Norveška dala Srbiji 3,25 miliona
- U EU nismo zbog ribara i farmera, u NATO-u smo zbog zaštite od suseda („Politika”, 25. decembar 2016)